# 地球の大気

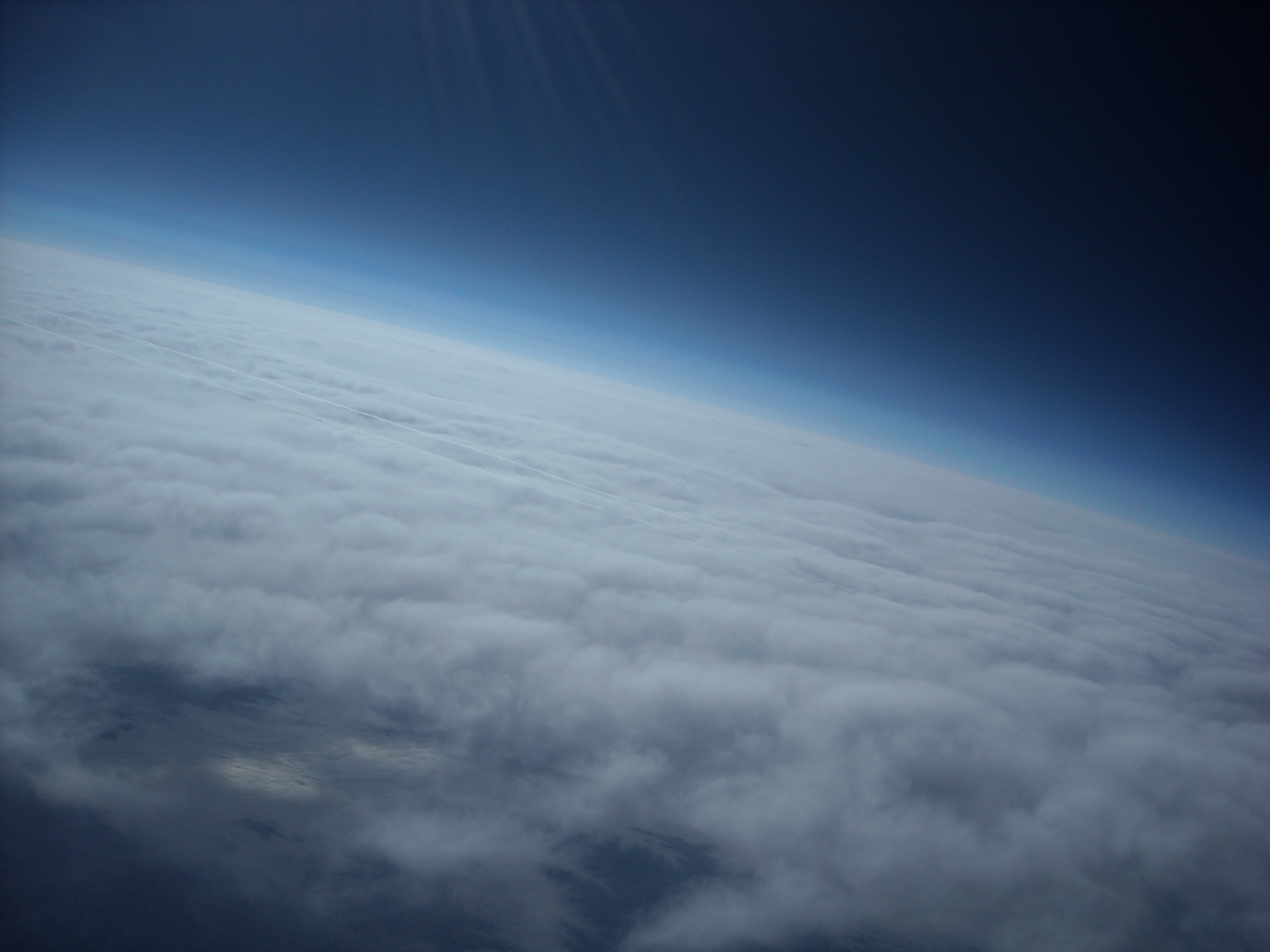
上空から見た地球の大気の層と雲

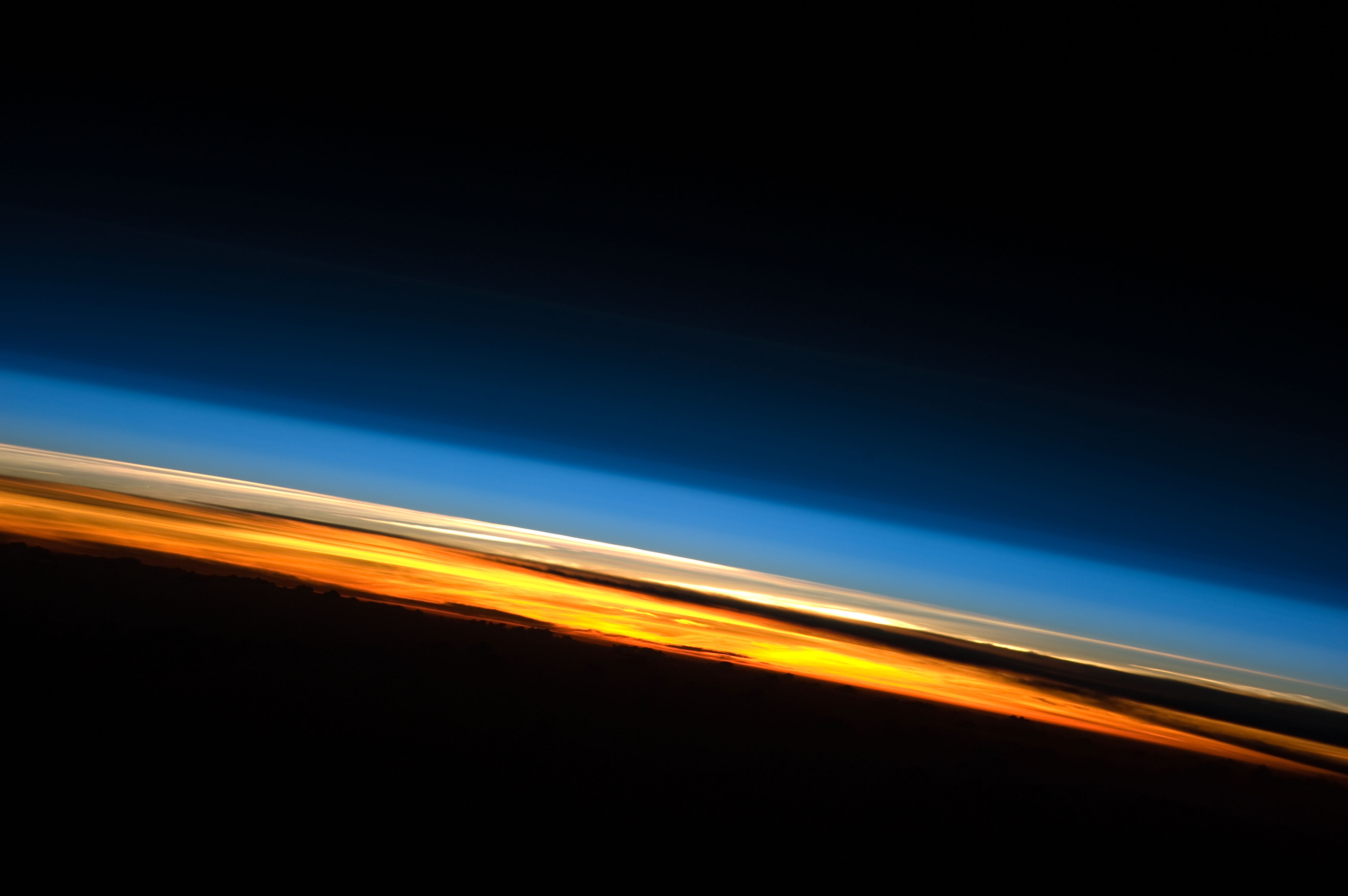
国際宇宙ステーション(ISS)から見た日没時の地球の大気。対流圏は夕焼けのため黄色やオレンジ色に見えるが、高度とともに青色に近くなり、さらに上では黒色に近くなっていく。

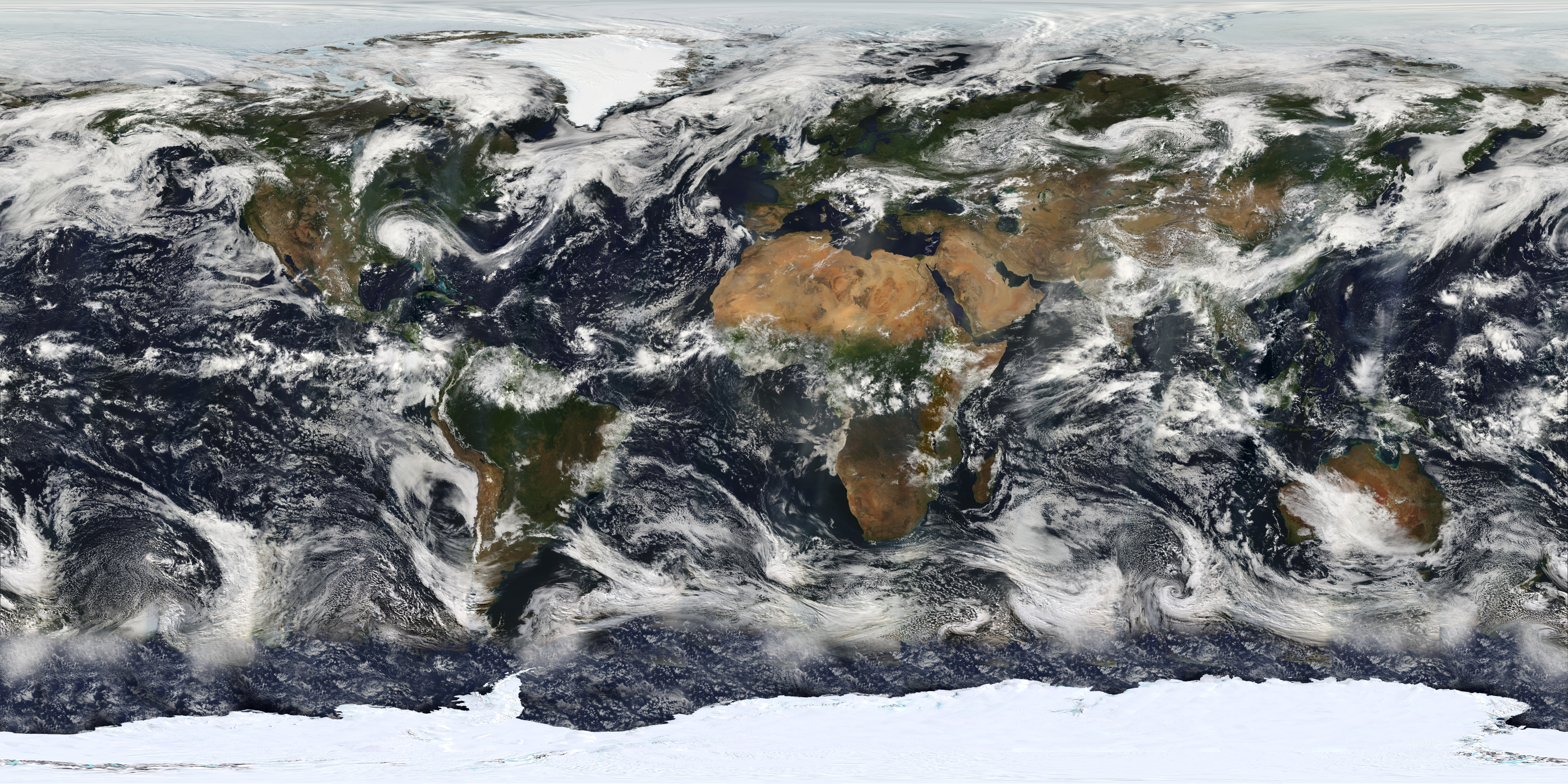
MODISで可視化した地球と大気の衛星映像

大気の各層の模式図（縮尺は正しくない）

地球の大気（ちきゅうのたいき、英: earth's atmosphere）とは、地球の表面を層状に覆っている気体のこと。地球科学の諸分野で「地表を覆う気体」としての大気を扱う場合は「大気」と呼ぶが、一般的に「身近に存在する大気」や「一定量の大気のまとまり」等としての大気を扱う場合は「空気」と呼ぶ。
大気が存在する範囲を大気圏（たいきけん）、その外側を宇宙空間という。大気圏と宇宙空間との学術的な境界は、何を基準に考えるかによって幅があるが、一般的には、大気がほとんど無くなる高度100kmのカーマン・ラインより外側を宇宙空間とする。国際航空連盟やアメリカ航空宇宙局 (NASA) は、活動を円滑に進めるために便宜的にこの定義を用いている。

## 用法
地球を覆う気体の層であることを強調する場合は「大気圏」、その気体そのものを指す場合地球科学では「大気」、それ以外では「空気」と言い、使い分けられる。
英語では大気圏や大気を指す場合「atmosphere」、空気を指す場合は「air」と呼ぶ。

## 地球大気の区分

### 地球大気の鉛直構造
大気は、温度（気温）変化を基準にして、鉛直方向に4つの層（外気圏を含めれば5つ）に区分されている。これを「地球大気の鉛直構造」という。高度が高くなるにつれ、鉛直方向では気圧や密度が単調に低下するほか、大気の流れの性質、分子組成などが変化する。
対流圏
0 - 9/17km。高度とともに気温が低下。さまざまな気象現象が起こる。上層よりも水（水蒸気）の比率が高い。質量比では大気の成分の半分以上が対流圏に存在する。赤道付近では17km程度と厚く、極では9km程度と薄い。対流圏の中は、気流が地表の摩擦（粘性）の影響を受ける大気境界層とほとんど受けない自由大気に分かれ、また大気境界層の中はさらにいくつかに分類されている。成層圏との境界は対流圏界面と呼ぶ。
成層圏
9/17 - 50km。高度とともに気温が上昇。オゾン層が存在する。中間圏との境界は成層圏界面と呼ぶ。
中間圏
50 - 80km。高度とともに気温が低下。熱圏との境界は中間圏界面と呼ぶ。
熱圏
80 - 約800km。高度とともに気温が上昇。外気圏との境界は熱圏界面または外圏底と呼ぶ。熱圏と外気圏との境界は定義が難しく500 - 1,000kmと幅がある。
成層圏と中間圏は1つの大気循環で混合しているため、2つをあわせて中層大気と呼ぶことがある。
熱圏のさらに上部に外気圏をおく場合もある。

### その他の鉛直構造区分
鉛直構造とは別の視点から命名されているものもある。
電離層
大気中の原子や分子が主に紫外線を受けて光電離し、イオンが大量に存在している層。中間圏と熱圏の間にあたる60km - 500km付近に存在する。
オゾン層
高度約10 - 50km。成層圏の中にある。
磁気圏
地球磁場と太陽風の圧力がつり合う境界の内側。高度1,000km以上。太陽側は高度6 - 7万km、太陽とは逆側に100万km以上の尾を引く。電離圏とは磁力線でつながる。
磁気圏の中で地球に近い内側領域には太陽からの高エネルギー荷電粒子の密度が高い領域があり、これをヴァン・アレン帯という。放射線の放出が強い。特に赤道上空で顕著。
プラズマ圏
低温のプラズマがほぼ地球の自転とともに回転している、赤道で高度2万km程度以下の領域。
均質圏
大気成分が均質な層。地表から80 - 90km付近まで。この外側を非均質圏といい、高度が上がるにつれて分子量の大きい成分から順に減っていく。分子量に応じて各分子が持つスケールハイトに対応して気体が分離し、約170km以上では酸素が主成分、約1,000km以上ではヘリウムが主成分、さらに外側の数千km以上では水素が主成分というふうに変遷していく。2つの境界を均質圏界面という。
乱流圏
乱流による分子の拡散が分子自身の熱運動による拡散を上回っている層。地表から100 - 110km付近まで。この外側を拡散圏といい、熱運動による拡散が上回っている。2つの境界を乱流圏界面という。

### 地球大気の水平構造
地球の大気は、太陽放射の量が最も多い赤道と最も少ない極との間での熱輸送を担っており、これにより水平方向に循環構造を持っている。大きく分けて、対流圏の循環と中層大気の循環の2つがある。
対流圏の大規模な循環は、3つの風系が北半球と南半球に1セットずつの計6つの風系からなる。赤道を挟んだ低緯度には、地表加熱による上昇気流を原動力としたハドレー循環があり、地表では熱帯収束帯と呼ばれる上昇気流の中心線に向かう北東・南東の貿易風が吹く。極を中心とした高緯度には、地表冷却による下降気流を原動力とした極循環があり、地表では極高圧帯から周囲に吹き出す北東・南東の極東風が吹く。中緯度には、間接循環のフェレル循環が存在する。年平均の風向を見ると、熱帯収束帯で上昇した空気が下降してくる亜熱帯高圧帯から高緯度低圧帯に向かって風が吹いているように見えるが、実際には温帯低気圧や移動性高気圧により南北の風向は変化が大きく、それよりも西寄りの偏西風が特徴的である。中緯度では、偏西風の南北蛇行である傾圧不安定波により熱が低緯度から高緯度へ輸送されている。
対流圏ではこれよりも小さな循環が存在する。赤道付近では、太平洋西部で上昇気流、インド洋・大西洋や太平洋東部で下降気流が強く、これをウォーカー循環という。また、大陸と海洋の間で1年を周期に風向が変化する季節風も循環構造を持っている。
中層大気では、低緯度上空や夏の極上空で上昇気流、冬の極上空で下降気流が強く、これをブリューワー・ドブソン循環という。

## 成分
地表付近の大気の主な成分は、比率が高い順に、窒素が78.08%、酸素が20.95%、アルゴンが0.93%、二酸化炭素が0.03%（急激な排出量増大で現在は0.04%強）である。水蒸気は最大4%程度になるが1%を下回ることもあり、場所や時間によって大きく変動する。水蒸気の影響を除くため、一般的に地球大気の組成は「乾燥大気」での組成で表される。
二酸化炭素、オゾンのほかいくつかの微量成分の濃度も場所や時間によって大きく異なる。地表にそれらの気体の発生源や吸収源が存在するためで、例えば二酸化炭素は、空間的には都市で濃度が高く、時間的には植物の活動が活発化する夏に濃度が減少する。なお二酸化炭素、メタン、一酸化二窒素、六フッ化硫黄、フロン類などの温室効果ガスの濃度は、20世紀中盤以降増加を続けていて、気候変動研究を目的に監視が続けられている。また、排気ガスなどに含まれ大気汚染を引き起こす二酸化硫黄、窒素酸化物、一酸化炭素、炭化水素などいくつかの気体成分は、固体の浮遊粒子状物質などとともに常時測定が行われており、日本では高濃度になった際に都道府県は大気汚染注意報を発表して排出制限や住民への注意の呼び掛けを行う。
なお、水蒸気、二酸化炭素、オゾンは地表付近に発生源があるため、鉛直方向でも比率が大きく変化する。これら以外の主成分は、高度上昇とともに気圧が下がっても比率は一定で、中間圏界面の上高度90km付近まではほとんど変化しない。
| 成分       | 化学式 | 体積比(%) |
| ---------- | ------ | --------- |
| 窒素       | N2     | 78.084    |
| 酸素       | O2     | 20.9476   |
| アルゴン   | Ar     | 00.934    |
| 二酸化炭素 | CO2    | 00.032    |

## 大気モデル
大気の鉛直方向の温度や組成の分布は、緯度によって異なり、また季節や測定毎に異なる。しかし、科学では実験や大気について論じるとき、また産業面では工業や航空で大気の物性を知る必要があるときに、基準となるものが必要である。そのため、近代よりさまざまな標準大気モデルが作られている。
現在工業の分野では、国際標準化機構 (ISO) 標準であるISO 2533:1975の「国際標準大気」を世界標準として、各国の国内基準が作られている。また米国標準大気(1976)(英語)のほか、航空ではICAO Doc 7488-CDのICAO標準大気が標準として用いられている。宇宙工学ではNRLMSISE-00(英語)が用いられる。

## 地球大気の「進化」

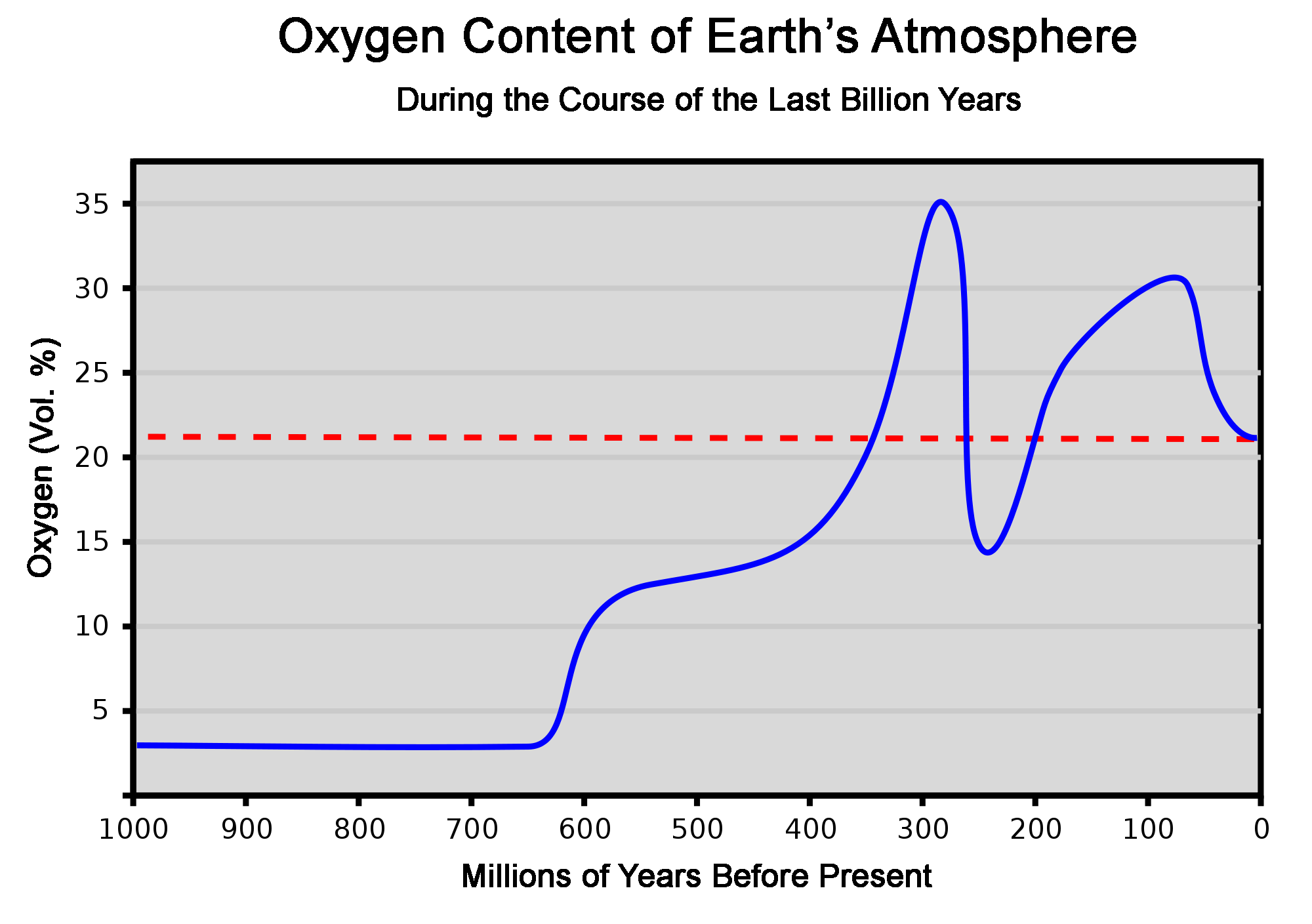
過去10億年の大気中の酸素濃度の変化

地球大気の歴史については、確証は得られていないが、以下のようなことが考えられている。
星間中の塵やガスから誕生した46億年前の地球では、内部からの噴火による脱ガスにより揮発成分が大量に放出されて原始大気（げんしたいき、英: primordial atmosphere）を形成した。星間ガスは、水素とヘリウムが圧倒的に多く、次いでCO（一酸化炭素）、H2O（水）、NH3（アンモニア）、HCHO（ホルムアルデヒド）、HCN（シアン化水素）の順で多い。原始大気もこれに準じた成分で、高温高圧だった。これは現在の太陽の大気と似た成分である。水蒸気による温室効果が原始地球を高温高圧に保っていたという説もある。水素が多いため、大気は還元的だったと考えられる。このうち水素、ヘリウムなど軽い成分は、太陽風によって数千万年のうちにほとんどが宇宙空間へ吹き飛ばされてしまったと考えられている。
水素を失った大気では、一酸化炭素が水から酸素を奪って二酸化炭素になり（太陽に近い地球ではメタンは大気の主成分にはならなかった）、高温によりアンモニアから窒素分子と水素分子が生成された。こうして新たに生じた水素も散逸し、原始大気の主成分は二酸化炭素、水蒸気、窒素となった。原始大気は100気圧程度もあり、高濃度の二酸化炭素が温室効果により地球が冷えるのを防いでいた。現在の金星の大気に近いものであったと考えられている。この頃の大気に酸素はほとんど含まれない。太陽からの紫外線により水蒸気が光解離して酸素を形成した過程はあるものの、地殻を構成する鉄などの金属のほとんどは還元状態にあり、酸素は酸化に使われすぐに消費されて大気中にはほとんど残らなかったためである。
古い変成岩に含まれる堆積岩の痕跡などから、43 - 40億年前頃に海洋が誕生したとみられる。この海洋は、原始大気に含まれていた水蒸気が、火山からの過剰な噴出と温度低下によって凝結し、雨として降り注いで形成されたものであった。初期の海洋は、原始大気に含まれていた亜硫酸や塩酸を溶かしこんでいたため強い酸性となった。強酸性の原始海水は地殻に含まれるカルシウム、マグネシウム、鉄などの金属イオンと反応し、中和物を生じて沈殿し海洋の酸性度を下げたと考えられている。酸性度が下がった海洋は二酸化炭素が溶解できるようになり、これも金属イオンと反応して方解石、苦灰岩、菱鉄鉱などを生じて沈殿し、やがて海水にはナトリウム、カリウム、塩素などの水溶性のいわゆる「食塩」の成分が相対的に多く残ることになった。こうして原始大気の半分とも推定される大量の二酸化炭素を吸収して大気圧が急降下し、温室効果が下がって気温も低下した。
やがて生命が誕生し、二酸化炭素を用いて光合成を行う生物が誕生すると、それらは水を分解して酸素を発生するようになる。さらに、二酸化炭素が生物の体内に炭素として蓄積されるようになり（炭素固定）、長い時間をかけて炭素は化石燃料、生物の殻からできる石灰岩などの堆積岩といった形で固定された。植物が現れて以降は酸素が著しく増え、二酸化炭素は大きく減少した。大気中の酸素は、初期の生物の大量絶滅とさらなる進化を導いた。
また、酸素は紫外線と相互作用しオゾンをつくった。酸素濃度が低かったころは地表にまで及んでいたオゾン層は、濃度の上昇とともに高度が高くなり、現在と同じ成層圏まで移動した。これにより地表では紫外線が減少し、生物が陸上にあがる環境が整えられた。
最初のうちは酸素濃度は上昇し続けたが、2億8500万年前のペルム紀後期を境に酸素濃度が徐々に減少を始める。この頃は酸素を消費するさまざまな好気性細菌が誕生し、木材腐朽菌なども発生して、後に石炭となる形でそれまで地下に封じ込められてきた植物を芯まで分解するなどして徐々に炭素循環サイクルが変わっていった。そして2億6100万年前に大大陸パンゲアが出現し、すべての陸地が一つの大陸として集まっていた頃、プレートテクトニクスによる火山活動が活発化し、それに伴いメタンや硫黄化合物などがまき散らされ、それらと化学反応を起こして突然酸素濃度が急降下した影響で海洋無酸素事変が2000万年も続き、ペルム紀末の大量絶滅を招く原因となった。また、火山ガスが放出されたことで水蒸気、二酸化炭素、メタン、硫黄化合物などといった温室効果ガスが大量に撒き散らされた。これによりメタンハイドレートが気化し水蒸気とメタンが間散らされるなどしてさらなる気温上昇が生じるというスパイラルが発生。低温、高酸素環境に慣れた原生代の生態系に致命的な影響を与えた。
人類は大気中の酸素濃度が18%を下回ると酸素欠乏症に陥るため酸素濃度が18%より低い約3.5億年より前の地球は人類が生きられない環境であったと考えられる。